# NGC 553
NGC 553 je čočková galaxie v souhvězdí Ryb. Její zdánlivá jasnost je 14,1m a úhlová velikost 0,60′ × 0,3′. Je vzdálená 235 milionů světelných let, průměr má 40 000 světelných let. Galaxii objevil 13. září 1784 William Herschel.